# Castelo das Relíquias
O Castelo das Relíquias, também referido como Povoado do Castelo das Relíquias, é um povoado medieval islâmico localizado sobre a ribeira do Vascão, na freguesia de Giões, Município de Alcoutim, Distrito de Faro, em Portugal.
Datado do período islâmico, constituía-se num "hisn" (fortificação rural) que dominaria um "alfoz" (território) rico em minério com várias "alcarias" (aldeias) que explorariam sobretudo o cobre.
Os trabalhos de prospecção arqueológica, ainda em estágio inicial, lograram identificar que o seu espaço construído compreendia muralhas, habitações, uma cisterna e outros. O estudo realizado aponta que se trata de um povoado fortificado do mesmo tipo e cronologia do Castelo Velho de Alcoutim (entre o século IX e o século XI), sendo que ambos estariam entregues a berberes dependentes do Iglim de Cacela.